# Drive (seriál)
Drive je americký akční televizní seriál, který byl vysílán na stanici Fox v roce 2007. Kvůli nízké sledovanosti byl záhy po svém začátku zrušen, takže vzniklo pouze šest dílů. Za pořadem stojí autorská dvojice Ben Queen a Tim Minear. Seriál vypráví příběh několika lidí, kteří proti sobě soupeří v tajném silničním závodě napříč USA. Je zaměřen především na Alexe Tullyho (Nathan Fillion), jenž má za cíl najít svoji zmizelou manželku.

## Příběh
Seriál pojednává o tajném nelegálním automobilovém závodě, který vede z Floridy skrze celé Spojené státy. Někteří z účastníků se do něj přihlásili sami, někteří do něj byli vmanipulováni. K takovým patří i zahradní architekt Alex Tully, jehož manželka Kathryn zmizela z jejich domu v Nebrasce. Hlas v telefonu mu sdělí, že se má autem dostavit do floridského Key West, kam Tully okamžitě zamíří. Zde se dozví o závodě, jehož první cenou je 32 milionů dolarů; jeho prioritou je ale najít svoji ženu, což, jak sám předpokládá, dokáže jenom svým vítězstvím v soutěži. Seznámí se zde i se záhadnou Corinnou, která mu dále pomáhá. Postupně spolu začnou pátrat po tajemství celého závodu, o jeho záhadných organizátorech a zároveň se snaží být rychlejší, než jejich protivníci, z nichž každý má svůj důvod, proč chce vyhrát.

## Obsazení
- Nathan Fillion jako Alex Tully, zahradní architekt z Nebrasky
- Kristin Lehman jako Corinna Wiles, Tullyho závodní partnerka
- Mircéa Monroe jako Ellie Laird, manželka Roba a jeho závodní partnerka
- Riley Smith jako Rob Laird, voják
- Kevin Alejandro jako Winston Salazar, propuštěný lupič
- J. D. Pardo jako Sean Salazar, Winstonův polorodý bratr a jeho závodní partner
- Emma Stone jako Violet Trimble, 17letá Johnova dcera a jeho závodní partnerka
- Rochelle Aytes jako Leigh Barnthouse, herečka
- Taryn Manning jako Ivy Chitty, servírka, Leighina závodní partnerka
- Melanie Lynskey jako Wendy Patrakas, matka novorozeného Sama z Ohia
- Dylan Baker jako John Trimble, astrofyzik a Violetin otec (6. díl, jako host v 1.–5. díle)

## Produkce

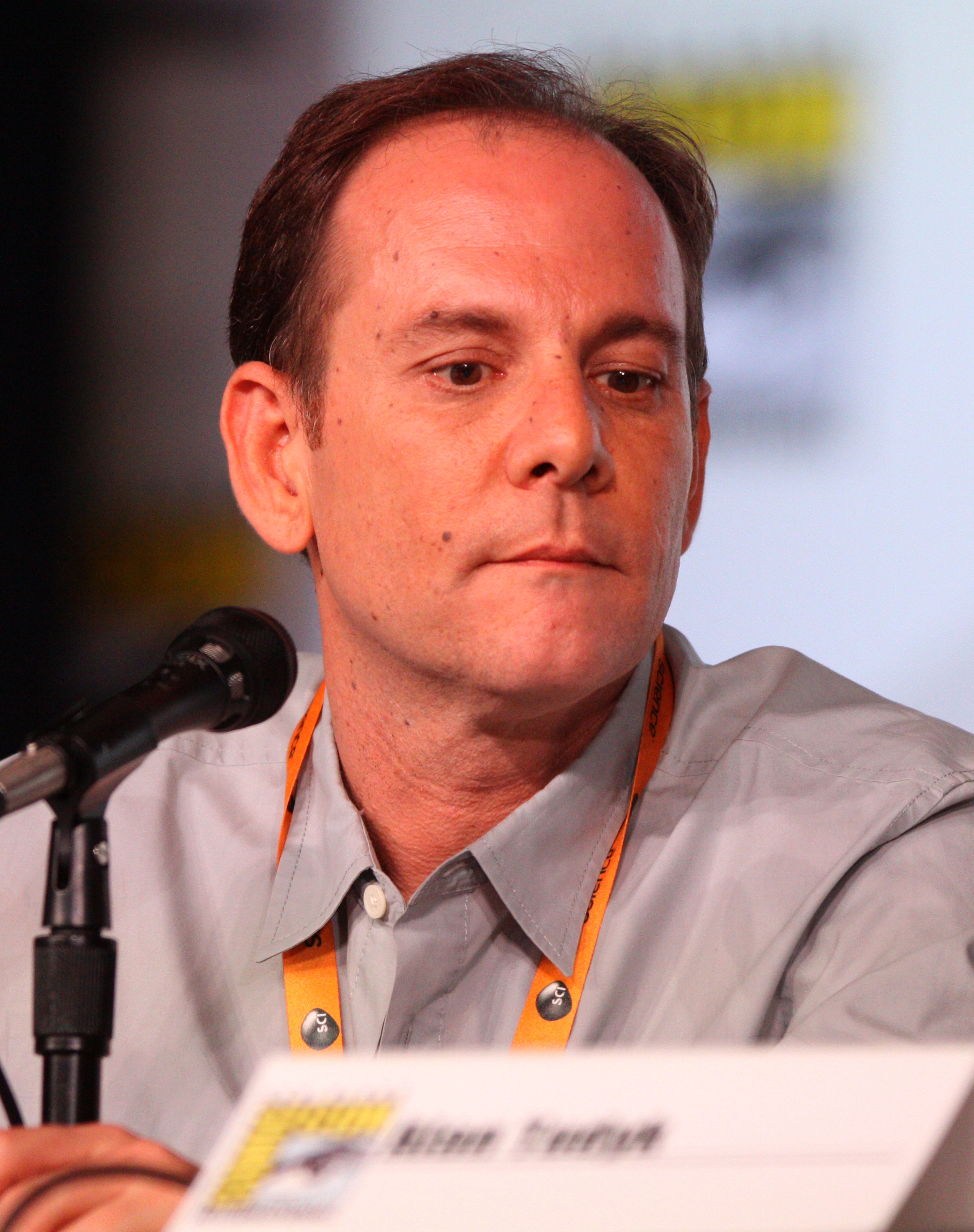
Producent a scenárista Tim Minear, spoluautor seriálu Drive

Příprava seriálu o tajném nelegálním závodě napříč USA byla zahájena v roce 2005, kdy televize Fox pověřila tímto úkolem dvojici scenáristů a producentů Bena Queena a Tima Mineara. Pilotní díl seriálu Drive byl stanicí Fox objednán v únoru 2006. Jako úplně první byla do role Violet obsazena na konci března Emma Stone, pilot zároveň získal svého režiséra – Grega Yaitanese. V červnu získaly své představitele poslední hlavní postavy – Corinna (Kristin Lehman) a Alex Tully (Ivan Sergei). Natáčení pilotního dílu bylo zahájeno ve druhé polovině června a ukončeno v polovině července 2006; produkován byl studiem 20th Century Fox Television. Stanice však seriál odmítla. Po několika týdnech se ale situace obrátila a Minear byl televizí požádán o přetočení pilotu s jiným obsazením. Společně s Queenem ho přepsal tak, aby vynikly důvody, proč je každá z postav v závodě.
Na konci října 2006 oznámila stanice Fox objednání dalších dvanácti epizod seriálu, který měl být do vysílání nasazen ve druhé polovině televizní sezóny 2006/2007. Minear popsal chystaný Drive, jehož byl také showrunnerem, jako „The Amazing Race na tripu“ a uvedl, že v pořadu jsou obsaženy prvky filmů Tajný závod, Hra a Magnolia. Zároveň prohlásil, že seriál má být „velmi akční, velmi zábavný a velmi emocionální“. Během prosince byla přeobsazena část rolí, přičemž z původního obsazení pilotu zůstaly u seriálu pouze Taryn Manning (v jiné roli), Melanie Lynskey, Emma Stone, Kristin Lehman a Rochelle Aytes. Hlavní roli Alexe Tullyho nově získal Nathan Fillion, Minearův přítel, který byl původně osloven ještě před vznikem pilotu. Tehdy ovšem kvůli natáčení snímku Hlas smrti 2: Světlo musel odmítnout. V lednu 2007 bylo ohlášeno i obsazení vedlejší postavy Tullyho unesené manželky Kathryn, kterou ztvárnila Amy Acker.
Drive byl natáčen v Los Angeles a okolí. Téměř veškeré scény seriálu, ve kterých postavy řídí auto, byly filmovány před greenscreenem ve studiu v Santa Claritě. Záběry pro pozadí těchto scén byly pořízeny autem s kamerami na reálných silnicích a do scén doklíčovány. Vizuální efekty jsou dílem společnosti Zoic Studios, která pro Drive vytvořila i speciální kamerový efekt, při kterém se kamera jakoby volně pohybuje nad dálnicí a postupně ukazuje jednotlivá vozidla, ke kterým se přibližuje a detailně zabírá jejich pasažéry. V původním pilotu byl tento efekt, představující všechny postavy, bez jediného střihu dlouhý asi sedm minut (v odvysílaném prvním díle byl využit přibližně minutový segment této přetočené scény). Štáb také po USA vysílal malé týmy, aby pořídily záběry specifické pro danou oblast. Některé lokace však byly zcela vytvořeny pomocí CGI.
Štáb seriálu, jako první v historii televize, v dubnu 2007 vytvořil a používal pro propagaci svého díla a komunikaci s fanoušky účet na Twitteru.
Produkce seriálu Drive běžela ještě v týdnu, kdy 25. dubna 2007 ohlásila stanice jeho stažení z programu. Po zrušení seriálu poskytli producenti Tim Minear a Craig Silverstein fanouškům v létě 2007 rozhovor, ve kterém částečně popsali, co měli autoři v plánu a kam měl seriál ve své první řadě přibližně směřovat.

## Vysílání

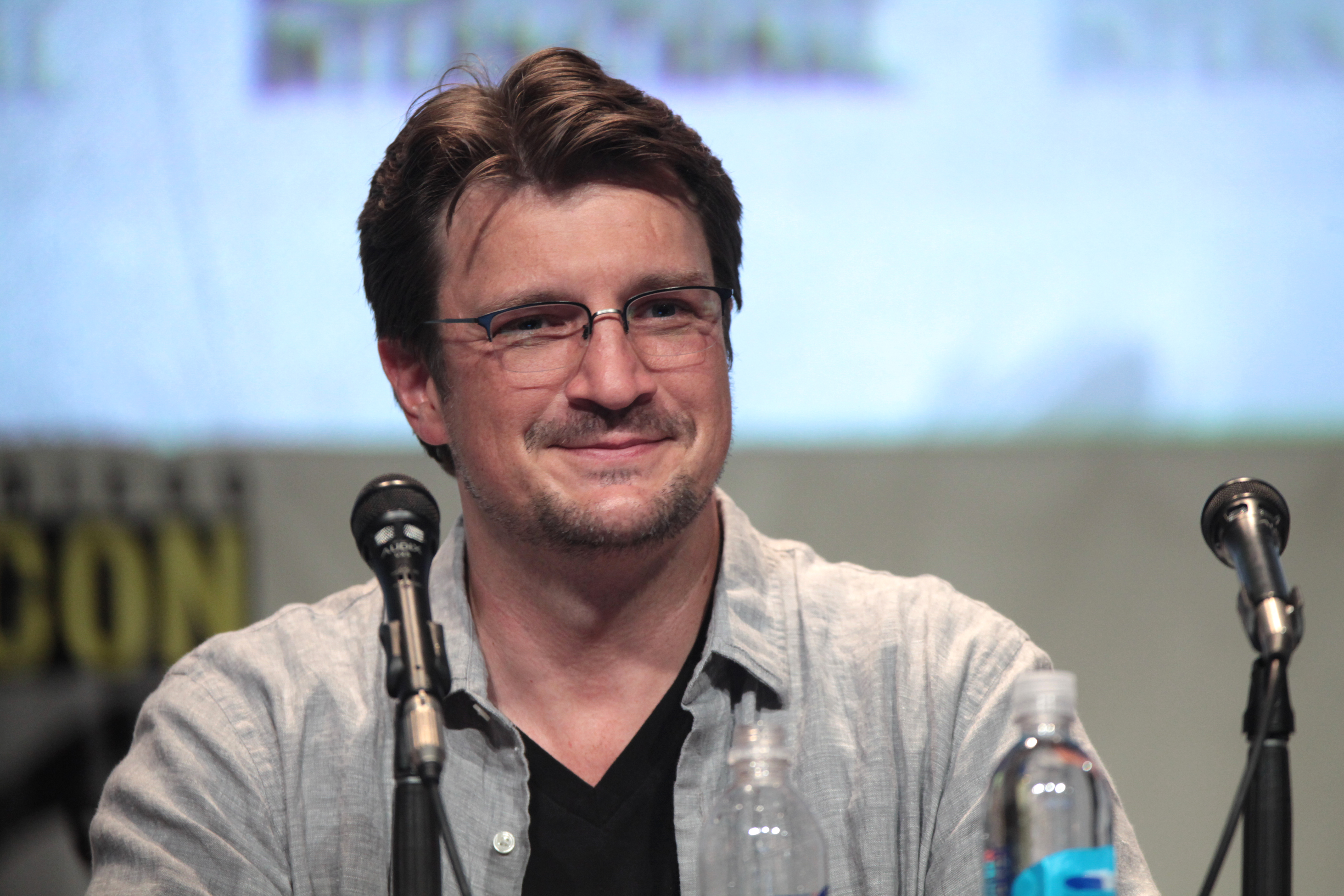
Nathan Fillion, který v seriálu ztvárnil Alexe Tullyho

V polovině ledna 2007 oznámila televize Fox datum premiéry seriálu – 15. dubna toho roku. Na konci března, s odvoláním na napnutý harmonogram produkce, ohlásila, že první řada seriálu bude rozdělena na dvě části. První šestidílný blok skončí 7. května a zbytek z třinácti objednaných epizod bude odvysílán později po určité přestávce, v níž měla být vysílána reality show On the Lot.
První dva díly seriálu Drive byly stanicí Fox premiérově nasazeny na nedělní večer 15. dubna 2007 od 20 hodin. Následující díl byl další den již vysílán ve svém standardním časovém slotu, tj. v pondělí od 20 hodin, kde seriál nahradil ukončenou druhou řadu Útěku z vězení a kde měl nadále zůstat a vytvářet předskokana závěru šesté řady seriálu 24 hodin. Kvůli nízké sledovanosti, která nedosahovala takových hodnot, jaké si stanice představovala (průměrná sledovanost na epizodu byla 5,6 milionů diváků), však byl čtvrtý díl z 23. dubna poslední. O dva dny později byl seriál oficiálně stažen z vysílání a nahrazen reprízami Dr. House.
V Kanadě byly úvodní dva díly seriálu Drive odvysílány na CTV již 13. dubna 2007, tedy ještě před americkou premiérou.
Počátkem května 2007 ohlásila televize Fox, že zbylé dvě natočené a dokončené epizody seriálu odvysílá dodatečně 4. července. Později bylo datum jejich vysílání přesunuto na 13. července a následně zcela zrušeno. Oba díly byly nakonec vydány online 16. července 2007 na profilu seriálu na síti MySpace.
V Česku nebyl seriál Drive vysílán.

### Seznam dílů
| Č. v seriálu | Původní název       | Režie            | Scénář                               | Premiéra v USA    |
| ------------ | ------------------- | ---------------- | ------------------------------------ | ----------------- |
| 1            | The Starting Line   | Greg Yaitanes    | Tim Minear a Ben Queen               | 15. dubna 2007    |
| 2            | Partners            | Greg Yaitanes    | Tim Minear a Tom Szentgyorgyi        | 15. dubna 2007    |
| 3            | Let the Games Begin | Marita Grabiak   | Ben Queen a Eoghan Mahony            | 16. dubna 2007    |
| 4            | No Turning Back     | Elodie Keene     | Craig Silverstein a Lauren Schmidt   | 23. dubna 2007    |
| 5            | The Extra Mile      | Paul Edwards     | Juan Carlos Coto a Salvatore Stabile | 16. července 2007 |
| 6            | Rear View           | Michael Katleman | Scott M. Gimple a Kristen Reidel     | 16. července 2007 |

## Přijetí
Server Metacritic udělil, na základě výsledku 27 recenzí, seriálu Drive hodnocení 52 bodů ze 100.
Kritika ocenila Nathana Filliona, který se (po Firefly) opět vrátil ke spolupráci s Timem Minearem a který „přinesl své roli svoje obvyklé charisma a závažnost“. Rovněž obsazení Melanie Lynskey jako mírné a tiché matky, o které si člověk těžko dokáže představit, že by mohla být součástí nějakého podobného závodu, byl krok dobrým směrem. Podle recenzí sice Drive postrádá „jedinečný feeling“ jiných Minearových seriálů, ten mu ovšem i tak dokázal dodat svůj „charakteristický vtip a půvab“.
I přes svoji krátkou existenci si seriál dokázal najít fanoušky, kteří se po jeho stažení z vysílání pokoušeli zvrátit jeho osud a například pomocí petice chtěli dosáhnout alespoň jeho kompletního vydání na DVD.
Seriál Drive (respektive jeho část) byl nominován na cenu Emmy v kategorii Nejlepší vizuální efekty v televizní minisérii, filmu nebo speciálu. Autoři byli pyšní na unikátní tříminutovou scénu se speciálním kamerovým efektem, v níž jsou beze střihu představovány v jedoucích autech na dálnici jednotlivé postavy (v prvním díle byla reálně využita pouze její část o délce přibližně 50 sekund), kterou chtěli nechat nominovat v kategorii Nejlepší vizuální efekty v dramatickém seriálu. Jenže seriál byl po čtyřech dílech stažen z vysílání, takže nenaplnil pravidla této kategorie, jež požadovala minimum šesti odvysílaných epizod. Producent vizuálních efektů Raoul Bolognini proto se souhlasem americké Televizní akademie přemluvil televizi Fox, aby celý klip, nazvaný podle úvodního dílu seriálu „The Starting Line“, umístila na své webové stránky. A právě tato scéna byla, jako vůbec první internetový klip v historii, nominována do kategorie televizních speciálů.